# طيران النفط
طيران النفط شركة طيران ليبية تقوم بخدمات النقل الجوي للحقول النفطية وهي ناتجة عن اندماج أربعة أقسام للنقل الجوي بشركات نفطية وهذه الأقسام كانت تقوم بنقل الركاب التابعين لها، وقد تم هذا الاندماج في شركة واحدة من أجل تقديم خدمات أفضل في هذا المجال.

## تاريخ
كانت الشركات الاربعة : شركة سرت – شركة الواحة – شركة الزويتينة – وشركة الهروج تقوم بخدمات النقل الجوي بكفاءة عالية لموظفيها وبعض الشركات الخدمية الأخرى العاملة في ليبيا ومن أجل إستمرار تقديم الخدمات للجميع وعلى مستوي أرقى تم إستحداث شركة طيران النفط عام 2008 والتي بدأت تقدم الخدمات للجميع وفي المواعيد المحددة وبصورة أفضل. 

## الأسطول
| النوع                       | العدد | الترقيم       | ملاحظات                             |
| --------------------------- | ----- | ------------- | ----------------------------------- |
| دي إتش سي 6 توين أوتر       | 6     |               | 5 طائرات DHC 6-300 و طائرة DHC- 400 |
| إمبراير 170                 | 3     | 5A-PAA 5A-PAB |                                     |
| بومباردييه داش 8            | 2     | 5A-AGR 5A-DLX |                                     |
| بيتشكرافت سوبر كينغ إير 300 | 1     | 5A-GHV        |                                     |

## حوادث
28 يناير 2014: طائرة من نوع دي إتش سي 6 توين أوتر والمرقمة 5A-DDC خرجت عن المدرج بدون أي خسائر بشرية، فقط خسائر مادية بسبب تضرر مقدمة الطائرة وهيكلها